# Französische Eishockeynationalmannschaft der Frauen
Die französische Eishockeynationalmannschaft der Frauen ist die nationale Eishockey-Auswahlmannschaft Frankreichs. Sie liegt in der IIHF-Weltrangliste von 2024 auf dem 13. Platz und spielt ab 2024 in der Division IA der Eishockey-Weltmeisterschaft der Frauen.

## Geschichte

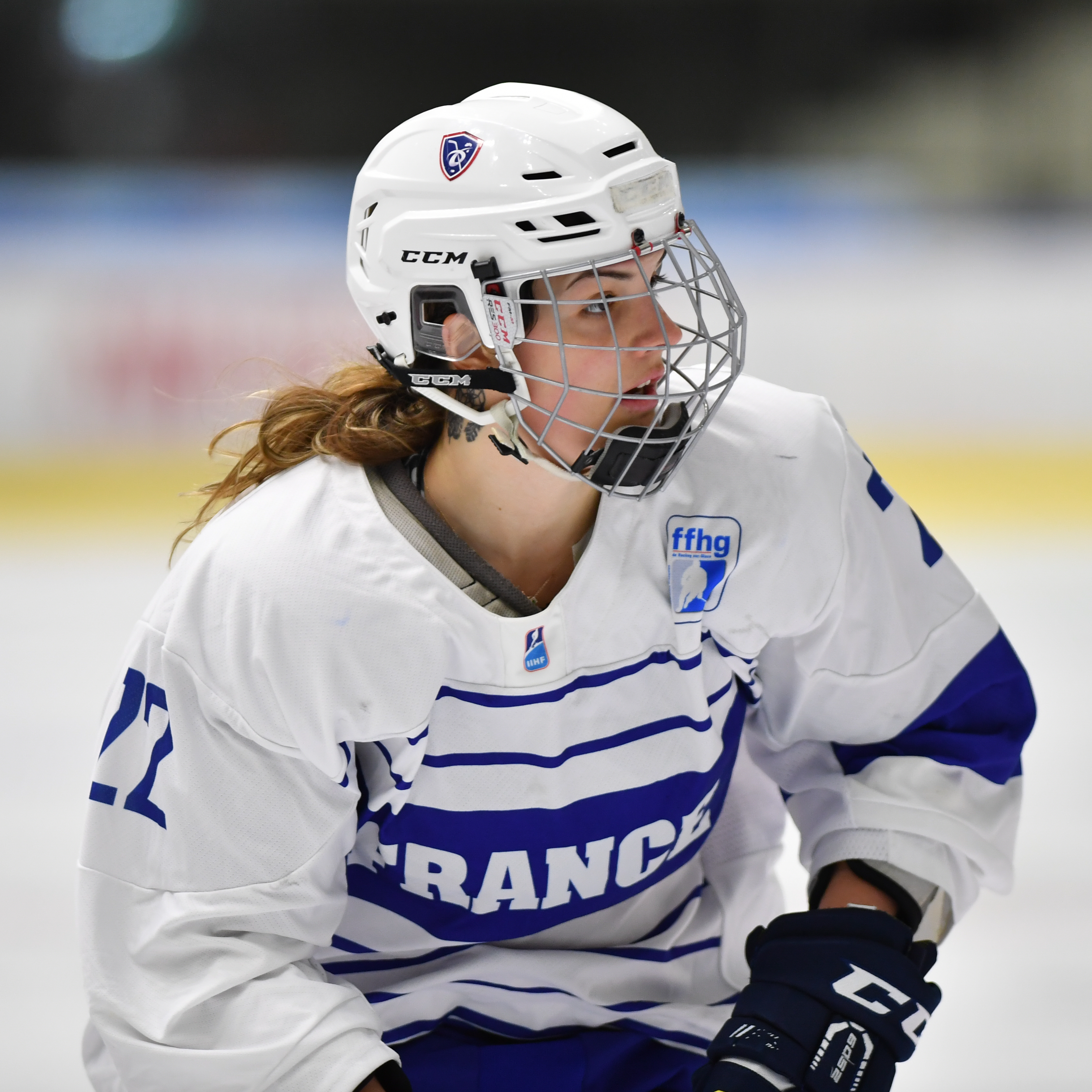
Gwendoline Gendarme im Nationaltrikot bei der Weltmeisterschaft 2017

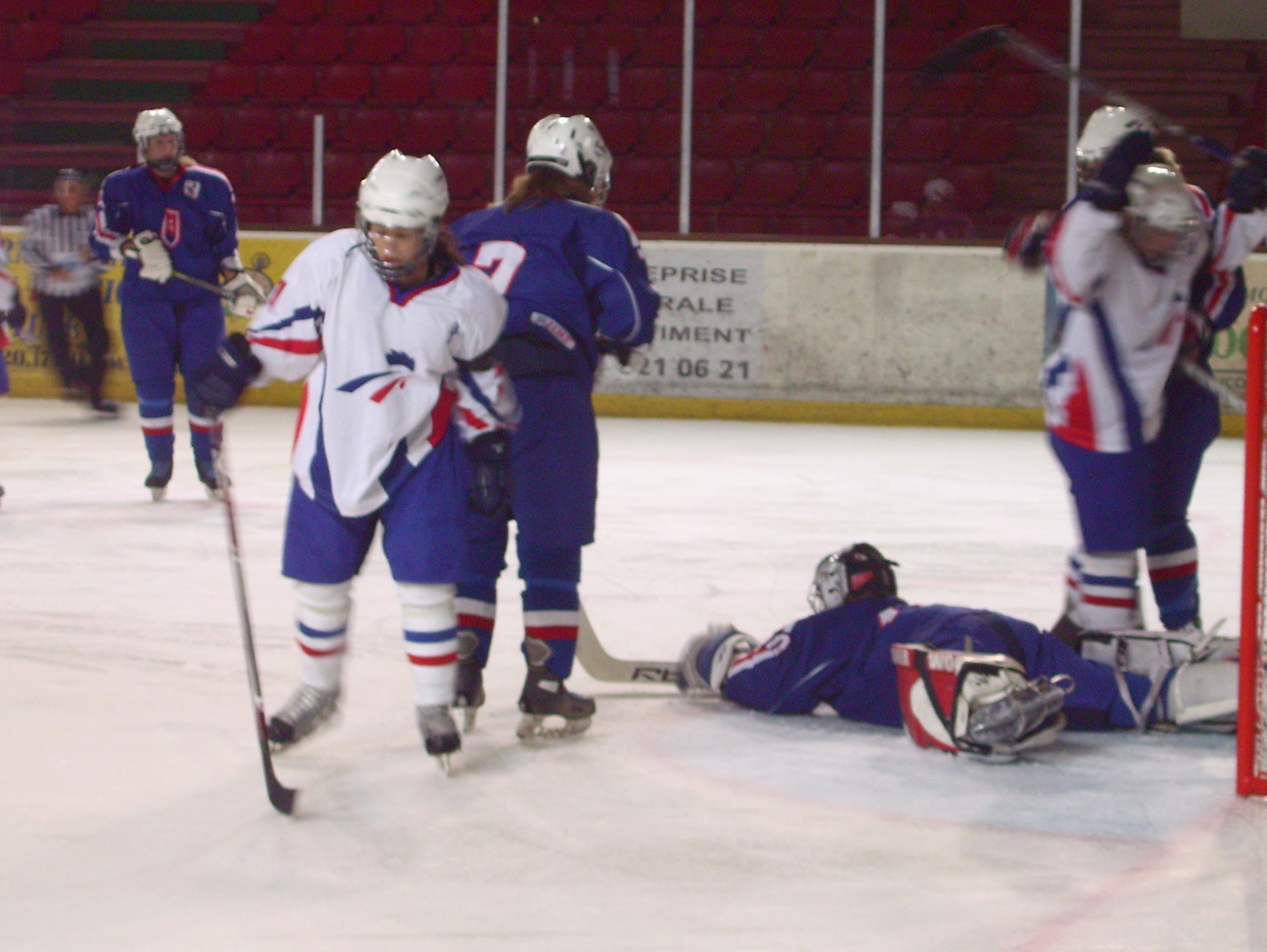
Freundschaftsspiel gegen die Slowakei im August 2008

Die französische Eishockeynationalmannschaft der Frauen nimmt seit der Europameisterschaft 1991 an internationalen Wettbewerben teil. Ihr bislang größter Erfolg bei einer Weltmeisterschaft war der dritte Platz der Division I (insgesamt elfter Platz) bei ihrer allerersten WM-Teilnahme 1999. Bei der einmalig ausgetragenen IIHF World Women’s Challenge belegte Frankreich Platz 1 von 4 teilnehmenden Mannschaft in der Division I im niederländischen Tilburg. 2009 stieg die Mannschaft als Sechste und somit Letzte der Division I in die Division II ab. Dies ist das bislang schlechteste Ergebnis der Französinnen.
2013 schaffte das Nationalteam den Aufstieg aus der Division IB in die Division IA. Fünf Jahre später folgte mit dem Gewinn des Turniers der Division IA der Aufstieg in die Top-Division und ein Jahr später der Wiederabstieg in die zweite Spielklasse. Beim Weltmeisterschafts-Heimturnier 2022 schaffte die weibliche Nationalauswahl den Wiederaufstieg in die Top-Division.
Die 2008 gegründete U18-Juniorinnen-Nationalmannschaft belegte bei der Qualifikation für die WM 2009 den vierten Platz und beendete die erstmals ausgespielte Division I bei den U18-Juniorinnen 2009 auf dem zweiten Platz hinter Japan.

## Platzierungen

### Europameisterschaften
- 1991 - 7. Platz
- 1993 - 9. Platz (3. B-EM)
- 1995 - 11. Platz (5. B-EM)
- 1996 - 11. Platz (5. B-EM)

### Weltmeisterschaften
- 1998 – 2. Platz in der Vorqualifikation für die WM 1999
- 1998 – 3. Platz in der Qualifikation für die WM 1999 (Aufnahme in die B-WM)
- 1999 – 11. Platz (3. B-WM)
- 2000 – 13. Platz (5. B-WM)
- 2001 – 13. Platz (5. Division I)
- 2003 – 4. Division I
- 2004 – 13. Platz (4. Division I)
- 2005 – 12. Platz (4. Division I)
- 2007 – 12. Platz (3. Division I)
- 2008 – 13. Platz (4. Division I)
- 2009 – 15. Platz (6. Division I, Abstieg in die Division II)
- 2011 – 16. Platz (2. Division II)
- 2012 – 17. Platz (3. Division IB)
- 2013 – 15. Platz (1. Division IB, Aufstieg in die Division IA)
- 2014 – 12. Platz (4. Division IA)
- 2015 – 11. Platz (3. Division IA)
- 2016 – 10. Platz (2. Division IA)
- 2017 – 14. Platz (6. Division IA)
- 2018 – 10. Platz (1. Division IA, Aufstieg in die Top-Division)
- 2019 – 10. Platz (Abstieg in die Division IA)
- 2022 – 11. Platz (1. Division IA, Aufstieg in die Top-Division)
- 2023 – 10. Platz (Abstieg in die Division IA)
- 2024 – 13. Platz (3. Division IA)
- 2025 – 14. Platz (4. Division IA)